# Yamahiriya

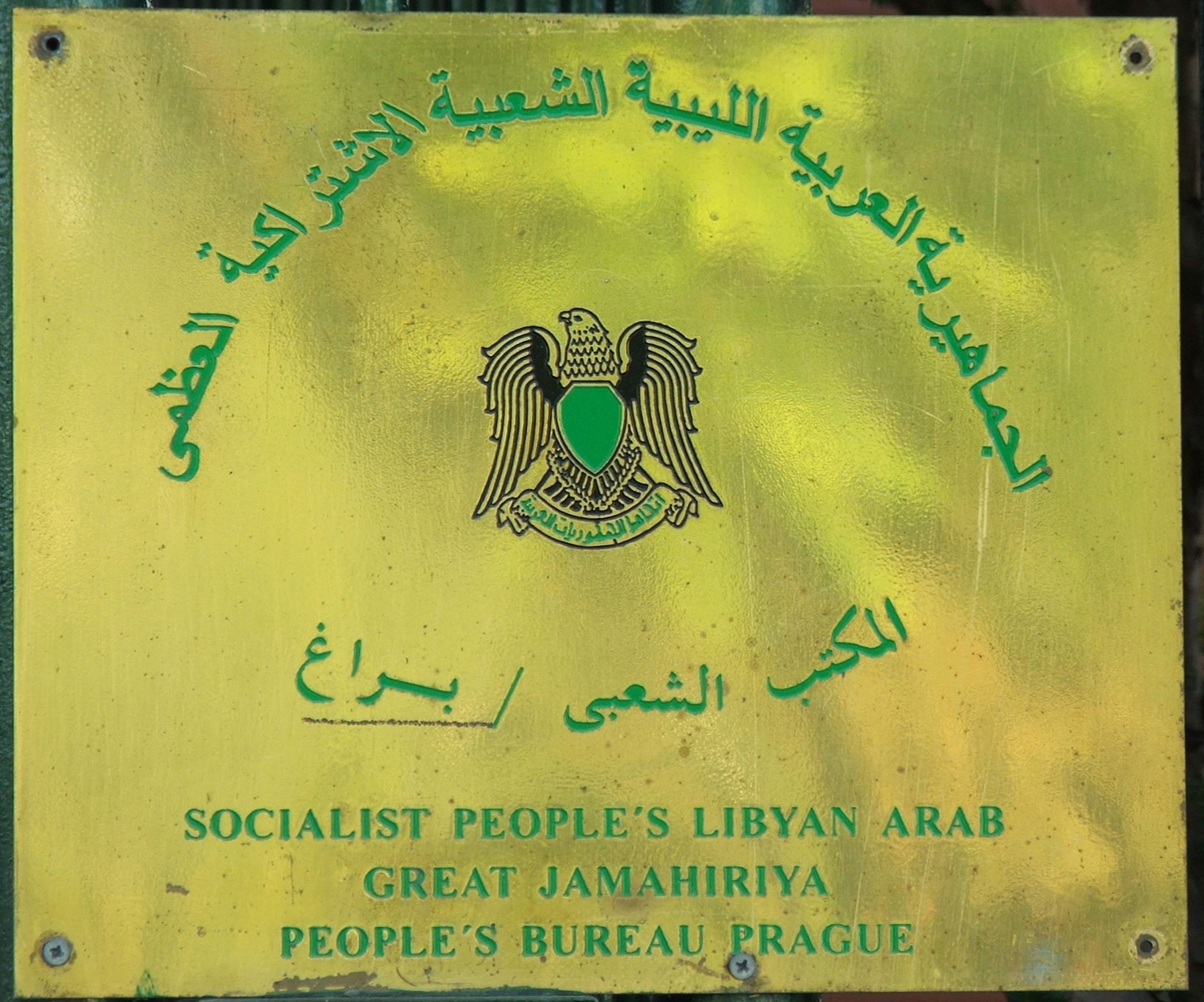
Placa mostrando la frase «Gran Yamahiriya Árabe Libia Popular y Socialista» en Praga.

Yamahiriya (en árabe, ﺟﻤﺎﻫﻴﺮﻳﺔ, puede encontrarse transcrito también como Jamahiriya) es un término árabe generalmente traducido como «Estado de las masas» siendo el nombre que recibía oficialmente el Estado de Libia desde la Declaración de Sabha el 2 de marzo de 1977 hasta el 20 de octubre de 2011. El término es un neologismo acuñado por el entonces líder libio Muamar el Gadafi, en su Libro verde, y destinado para describir un tipo de Estado similar a la «república del pueblo» de los Estados socialistas. Se usa sin traducción al escribir el antiguo nombre de Libia, «Gran Yamahiriya Árabe Libia Popular Socialista»
El fundamento de este sistema es la tercera teoría universal a su vez basada en el nacionalismo árabe, el estado de bienestar, y la democracia directa o poder popular socialista, además de un sistema moral islámico que entre otras cosas prohibió el alcohol y el juego. A esta mezcla Gadafi la llamó socialismo islámico, donde económicamente está permitido el control privado sobre las empresas pequeñas y las empresas familiares del sector de servicios mientras el gobierno controla las empresas más grandes.
En el esquema oficial de gobierno, Gadafi (el caid, traducido líder; transliteración estricta Qāʼid) no ocupaba ningún cargo público y se le concedió un título honorífico de «guía de la Gran Revolución del Primero de Septiembre de la Yamahiriya Árabe Libia Popular y Socialista» o «Hermano líder de la Revolución» en las declaraciones del gobierno y la prensa oficial. Sin embargo Gadafi fue el líder de facto del Estado junto con una parte de la cúpula de militares sublevados que tomaron el poder en 1969 y personas cercanas a Gadafi, posición que conservan por ser los artífices de la revolución.
Con la «Revolución verde socialista» de Gaddafi que declara la Yamarihiya en 1977, la bandera de Libia es cambiada de color a una completamente verde aludiendo al Libro verde del dirigente libio.

## Gobierno de asambleas y tribus
El gobierno libio mediante la palabra Yamahiriya resaltaba que la forma de gobierno de su país es una democracia directa sin partidos políticos puesto que la Yamahiriya rechaza la democracia representativa y la democracia liberal. Esta democracia directa, según el gobierno, es gobernada por el pueblo a través de consejos locales y comunas llamados Comités populares de base, sin otro intermediario entre las masas y el Estado. De estos consejos locales surge el legislativo general de la nación, el Congreso General Popular y de este el Comité General Popular que detenta el poder ejecutivo presidido por un primer ministro. Adicionalmente, la Yamahiriya rechaza la idea de Libia como un Estado-nación, mientras los vínculos tribales se mantienen como la fuente primaria de la organización política, incluso dentro de las filas militares.
Desde 1971 se prohibieron todos los partidos políticos en Libia, con el argumento de que estos no representan correctamente a la población. Según el gobierno libio con la forma de gobierno de la Yamahiriya la oposición al régimen participa directamente en el gobierno a través de los comités populares. 

## Etimología
De yumhur, جمهور, (público o multitud) procede la palabra yumhuriyya,جمهورية, (república) es decir aquello que se refiere al público o la multitud, como el latín res publica o "cosa pública". El plural de yumhur es yamahir, ﺟﻤﺎﻫﻴﺮ, es decir, "multitudes", y de ahí, siguiendo el mismo esquema de yumhuriyya, se crea la palabra yamahiriyya, ﺟﻤﺎﻫﻴﺮية, es decir, aquello que se refiere a las multitudes, en plural. Yamahiriyya sería por lo tanto una "república" en la que se subraya el carácter público o multitudinario de la misma. La correspondencia latina podría ser res publicissima o más fácil, Republicanismo[cita requerida].